# Unité urbaine de Cluses
L'unité urbaine de Cluses est une unité urbaine française centrée sur les communes de Bonneville, Cluses, La Roche-sur-Foron et Scionzier, dans le département de la Haute-Savoie, en région Auvergne-Rhône-Alpes.

## Données générales
En 2010, selon l'INSEE, l'unité urbaine de Cluses était composée de 18 communes, toutes situées dans le département de la Haute-Savoie, plus précisément dans l'arrondissement de Bonneville.
Dans le nouveau zonage de 2020, le périmètre est identique.
En 2022, avec 94 112 habitants, elle représente la 3e unité urbaine du département de la Haute-Savoie en prenant en compte la partie haut-savoyarde de l'unité urbaine de Genève (SUI)-Annemasse (partie française) et occupe le 10e rang dans la région Auvergne-Rhône-Alpes.
En 2022, sa densité de population s'élève à 454 hab/km2. Par sa superficie, elle ne représente que 4,73 % du territoire départemental mais, par sa population, elle regroupe 11,08 % de la population du département de la Haute-Savoie.

## Composition 2020 de l'unité urbaine
Elle est composée des 18 communes suivantes :
| Nom                      | Code Insee | Département  | Statut       | Superficie (km2) | Population (dernière pop. légale) | Densité (hab./km2) | Modifier                                    |
| ------------------------ | ---------- | ------------ | ------------ | ---------------- | --------------------------------- | ------------------ | ------------------------------------------- |
| Bonneville               | 74042      | Haute-Savoie | ville-centre | 27,15            | 13 320 (2022)                     | 491                | modifier les données · modifier les données |
| Cluses                   | 74081      | Haute-Savoie | ville-centre | 10,46            | 17 366 (2022)                     | 1 660              | modifier les données · modifier les données |
| La Roche-sur-Foron       | 74224      | Haute-Savoie | ville-centre | 17,94            | 11 239 (2022)                     | 626                | modifier les données · modifier les données |
| Scionzier                | 74264      | Haute-Savoie | ville-centre | 10,62            | 9 074 (2022)                      | 854                | modifier les données · modifier les données |
| Amancy                   | 74007      | Haute-Savoie | banlieue     | 8,62             | 2 786 (2022)                      | 323                | modifier les données · modifier les données |
| Arenthon                 | 74018      | Haute-Savoie | banlieue     | 11,47            | 1 998 (2022)                      | 174                | modifier les données · modifier les données |
| Ayse                     | 74024      | Haute-Savoie | banlieue     | 10,48            | 2 325 (2022)                      | 222                | modifier les données · modifier les données |
| Châtillon-sur-Cluses     | 74064      | Haute-Savoie | banlieue     | 9,18             | 1 215 (2022)                      | 132                | modifier les données · modifier les données |
| Cornier                  | 74090      | Haute-Savoie | banlieue     | 6,78             | 1 468 (2022)                      | 217                | modifier les données · modifier les données |
| Etaux                    | 74116      | Haute-Savoie | banlieue     | 13,69            | 2 109 (2022)                      | 154                | modifier les données · modifier les données |
| Marignier                | 74164      | Haute-Savoie | banlieue     | 19,97            | 6 432 (2022)                      | 322                | modifier les données · modifier les données |
| Marnaz                   | 74169      | Haute-Savoie | banlieue     | 9,02             | 5 920 (2022)                      | 656                | modifier les données · modifier les données |
| Saint-Laurent            | 74244      | Haute-Savoie | banlieue     | 10,96            | 836 (2022)                        | 76                 | modifier les données · modifier les données |
| Saint-Pierre-en-Faucigny | 74250      | Haute-Savoie | banlieue     | 14,91            | 7 848 (2022)                      | 526                | modifier les données · modifier les données |
| Saint-Sixt               | 74253      | Haute-Savoie | banlieue     | 5,21             | 994 (2022)                        | 191                | modifier les données · modifier les données |
| Scientrier               | 74262      | Haute-Savoie | banlieue     | 7,21             | 1 216 (2022)                      | 169                | modifier les données · modifier les données |
| Thyez                    | 74278      | Haute-Savoie | banlieue     | 9,81             | 6 344 (2022)                      | 647                | modifier les données · modifier les données |
| Vougy                    | 74312      | Haute-Savoie | banlieue     | 3,99             | 1 622 (2022)                      | 407                | modifier les données · modifier les données |

## Évolution démographique
| 1968   | 1975   | 1982   | 1990   | 1999   | 2006   | 2011   | 2016   | 2022   |
| ------ | ------ | ------ | ------ | ------ | ------ | ------ | ------ | ------ |
| 42 414 | 51 148 | 57 198 | 64 799 | 73 194 | 79 568 | 84 707 | 90 265 | 94 112 |

#### Données générales
- Unité urbaine en France
- Aire d'attraction d'une ville
- Liste des unités urbaines de France

#### Données démographiques en rapport avec Cluses
- Aire d'attraction de Cluses
- Aire d'attraction de Genève - Annemasse (partie française)
- Arrondissement de Bonneville

#### Données démographiques en rapport avec la Haute-Savoie
- Démographie de la Haute-Savoie